# 882 Світлана
882 Світлана (882 Swetlana) — астероїд головного поясу, відкритий 15 серпня 1917 року.
Тіссеранів параметр щодо Юпітера — 3,151.